# Симеон Чорбаджиев
Симеон Николов Чорбаджиев български диригент, композитор и есперантист и симпатизант на БЗНС.
Роден в гр. Враца на 14 септември 1893 г. Баща му е военен, но момчето изучава музика, учи цигулка, флейта и други инструменти и свири в първия ученически оркестър в гр. Плевен в Държавната мъжка гимназия през 1908 г., с диригент Петър Кърджиев. Пак там става член на есперантското дружество и е избран за делегат на конгрес на Международната есперантска организация в Барселона в 1909 г.
Като ученик се записва като доброволец в Балканската война в 65-и пехотен полк и воюва по нейните фронтове. След това е юнкер във Военното на Н. В. училище, 36-и випуск, в София, на 11 септември 1915 г., постъпва като подпоручик в Четвърти пехотен плевенски полк и взима участие в Първата световна война, включително и сраженията при Дойран. Командвал е взвод с тежки картечници в Македония, където е раняван от шрапнел. Награден с три ордена „За храброст“, включително Златен войнишки кръст. Три месеца преди края на войната е командирован в отделение с аеростати в София за подготовка на летци. След войната е офицер в 4-ти полк в Плевен. Бил е управител на Военния клуб в Плевен и служебен защитник на стачкуващите железничари.
След присъствие на сбирка, на което държи реч Александър Стамболийски през 1922 г., е преместен във Велико Търново, а след това в Ловеч, където е адютант на командира на поделението. След изнасяне на доклад на тема „Причините за Октомврийската революция“ пред офицери от гарнизона бил порицан и понижен като командир на рота, известната „оранжевата рота“. В навечерието на 9 юни 1923 г. той и 52 войници (синове на земеделци и комунисти), с пушки без патрони, са изолирани в с. Сатовча, Неврокопско. След Деветоюнския преврат 1923 г. е уволнен дисциплинарно, съгласно царски указ № 33 от 1923 г. в „интерес на службата“, като през 1923 г. е задържан 8 дни в комендантството в Плевен, а след това бил под домашен арест. По това време една нощ били изпочупени прозорците на бащината му къща. След Деветосептемврийския преврат това действие е класифицирано като „антифашистка дейност“ и му е признат 5 години трудов стаж за пенсия.
През 1929 г., в съдружие с Борис Касабов, Симеон Чорбаджиев разкрива „Първа българска фабрика за детски касички и никелаж“ (две маки дюкянски помещения в бащината му къща). Тук се правят печатни изделия за селските кооперации и съюза „Свобода“ в Плевенпре, в периода 1941 – 1944 г. печатат позиви, бюлетини за Българската комунистическа партия и некролози на убити партизани. Печатницата е национализирана през декември 1947 г. Покрай търговията тук се приемали за поправка повредени цигулки, китари и мандолини, както и заявки за изработване по поръчка на струнни инструменти.
Успоредно на тази своя дейност е аранжьор на оперетата „Волният вятър“ на вокалните и инструменталните партии на оперетата. Свирил е на цигулка в Плевенската филхармония. Като композитор създава песни и танга, и осем песни с текст на есперанто, изпълнявани от хора на есперантистите в София. Автор е на песни и маршове за Плевен. Като преподавател и музикант от Плевен Симеон Чорбаджиев е единственият български концентриращ музикант на цитра. Изнася представления по радио Киев, Москва и Ленинград.
От 1936 г. Симеон Чорбаджиев е представител на радиоапаратите „Телефункен“ и „Сименс“, които продавал и на кредит. В „Златолира“ за първи път в Плевен започва масова продажба на автоматични писалки от марките „Кавеко“, „Пеликан“ и „Монблан“. По желание на клиента на писалката със специална машина се изписвал монограм.
Симеон Чорбаджиев почива на 11 април 1976 година в Плевен.

## Дарителство
Симеон Чорбаджиев внася пари във фондове за строеж на почивни домове за печатари, за стипендии на студенти, за изграждане парк „Кайлъка“ в  Плевен. Дарява пари, книги и вещи на читалища, библиотеки и музеи.